# 约瑟夫·马蒂亚斯·豪尔
约瑟夫·马蒂亚斯·豪尔（德語：Josef Matthias Hauer，1883年3月19日—1959年9月22日，又译豪埃尔），奥地利作曲家，音乐理论家。他没有接受过多少专门的音乐训练，主要靠自学成才。自1912年起，豪尔就开始思考十二音列问题，1919年发现了“十二音列的规律”，并先于勋伯格创作出了第一部十二音作品，之后他与勋伯格就十二音技法的著作权问题展开了激烈争论。纳粹上台后，豪尔遭到迫害，晚年默默无闻，逝世于维也纳。豪尔的成就主要体现在他的大量理论著作上，他的音乐作品虽然数量很多，但普遍认为质量并不高，很少有机会演出。